# Tetramorium vernicosum
Tetramorium vernicosum är en myrart som beskrevs av Alexander G. Radchenko 1992. Tetramorium vernicosum ingår i släktet Tetramorium och familjen myror. Inga underarter finns listade i Catalogue of Life.